# Fraser-Tanne
Die Fraser-Tanne (Abies fraseri), auch Frasers Tanne genannt, ist eine Pflanzenart aus der Gattung der Tannen (Abies) in der Familie der Kieferngewächse (Pinaceae). Sie besitzt natürliche Vorkommen in den südlichen Appalachen im östlichen Nordamerika.

## Beschreibung

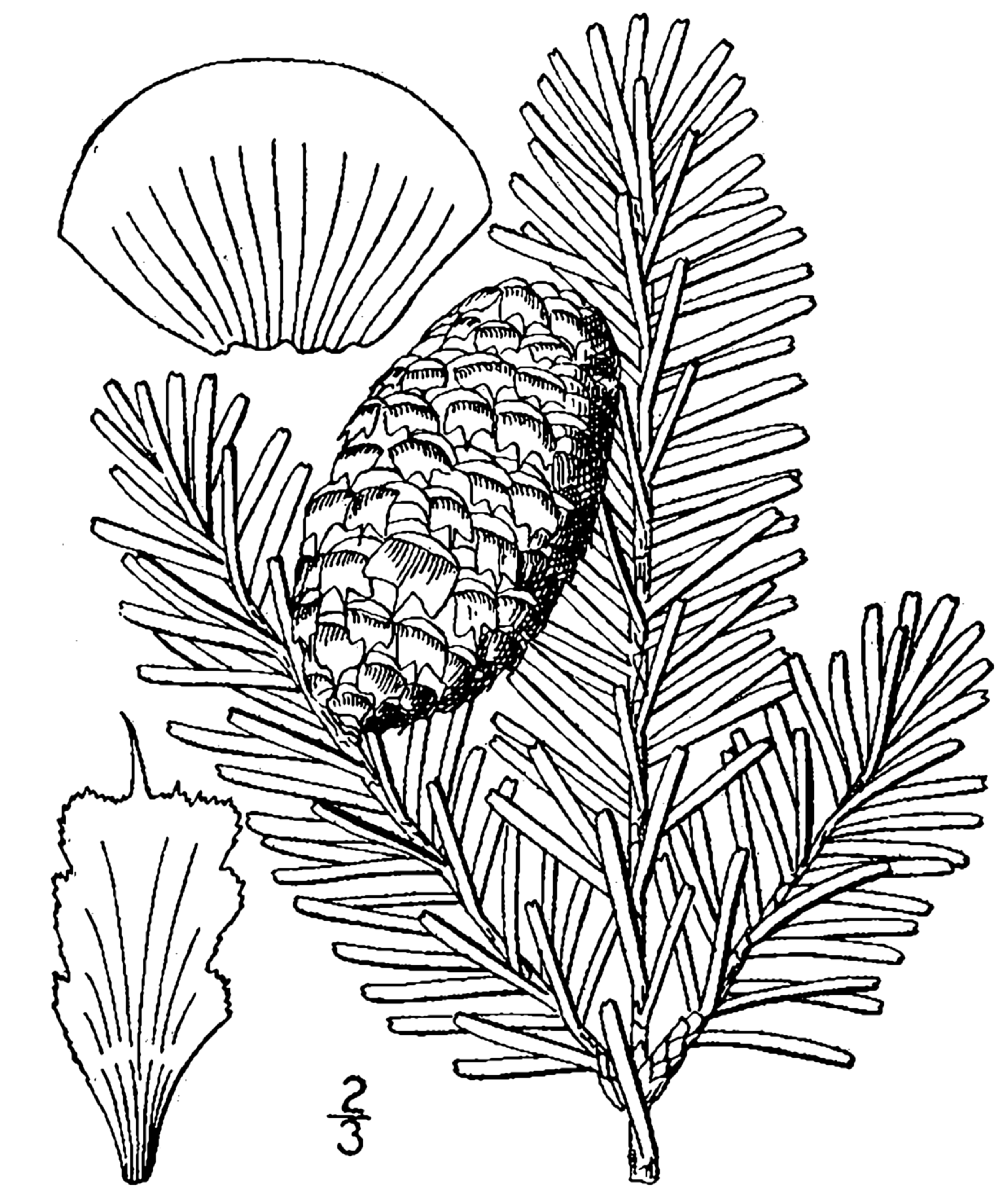
Illustration

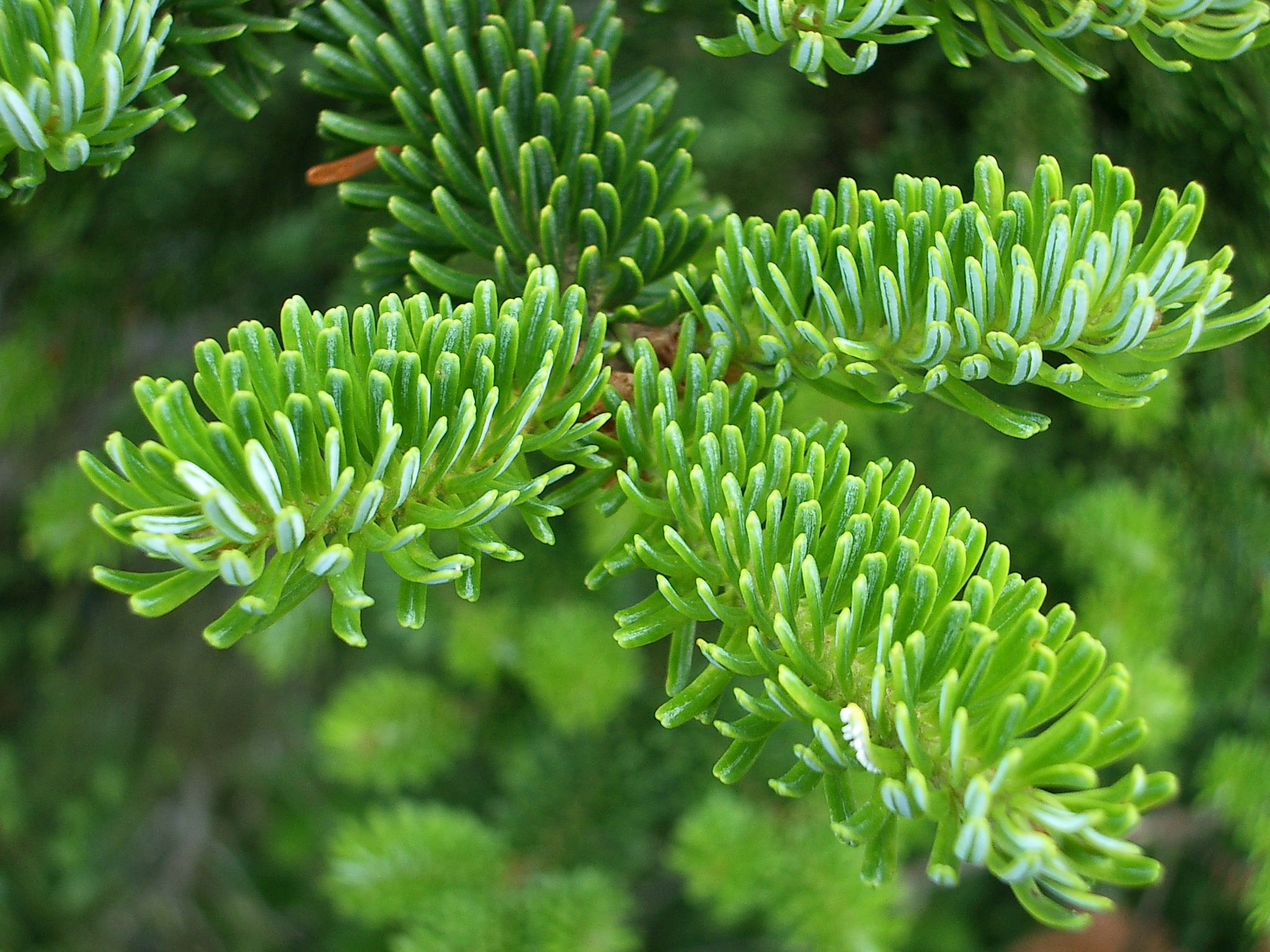
Zweig mit Nadeln

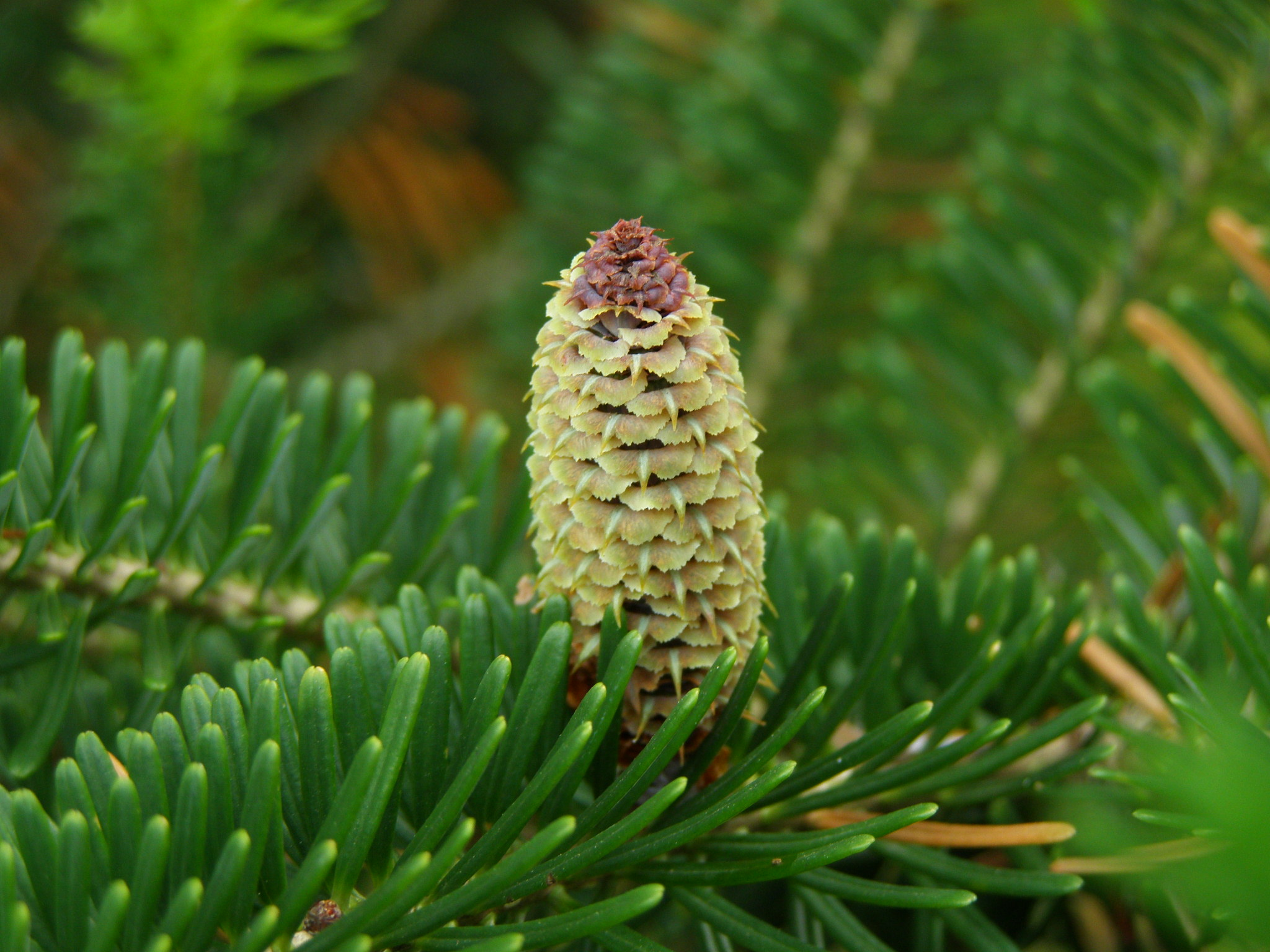
Zweig mit aufrechten, weiblichen Zapfen

### Erscheinungsbild
Die Fraser-Tanne ist ein immergrüner Baum, der Wuchshöhen von 15 Metern (mitunter von 25 Metern) bei einem Stammdurchmesser (BHD) von 50 Zentimetern erreicht. Die Wuchsform der Krone ist schmal kegelförmig und relativ offen. Die Äste erster Ordnung sind waagerecht, zur Baumkrone hin eher aufsteigend. Ebenfalls horizontal bis leicht aufsteigend wachsen Äste der zweiten Ordnung. Der Sämling besitzt fünf Keimblätter (Kotyledonen).

### Borke, Knospen und Nadeln
Die Borke junger Bäume ist glatt und braun mit Harzbeulen, mit zunehmendem Alter wird sie grauer sowie rauer und schuppig. Die Rinde einjähriger Zweige ist blass gelblich bis braun, die im zweiten Jahr ist dunkelbraun, sie ist leicht gerillt und rötlich behaart. Die harzigen Knospen der Fraser-Tanne sind bei einer Länge von etwa 4 Millimeter und einer Breite von etwa 3 Millimeter eiförmig. Die Knospen besitzen eine dunkelrote Färbung, erscheinen aber auf Grund des Harzes leicht gelblich.
Die geraden nadelförmigen Blätter sind 1 bis 2 Zentimeter lang und 2 bis 2,2 Millimeter breit, am breitesten unterhalb der stumpfen Spitze. Ihre Farbe ist auf der Oberseite dunkel-grün, auf der Unterseite befinden sich zwei deutlich voneinander durch eine Mittelrippe getrennte, weiße Stomatabänder. Die Nadeln wachsen an den Ästen spiralig; eher kammförmig die unteren, nach oben und nach vorne gebeugt die oberen Nadeln.

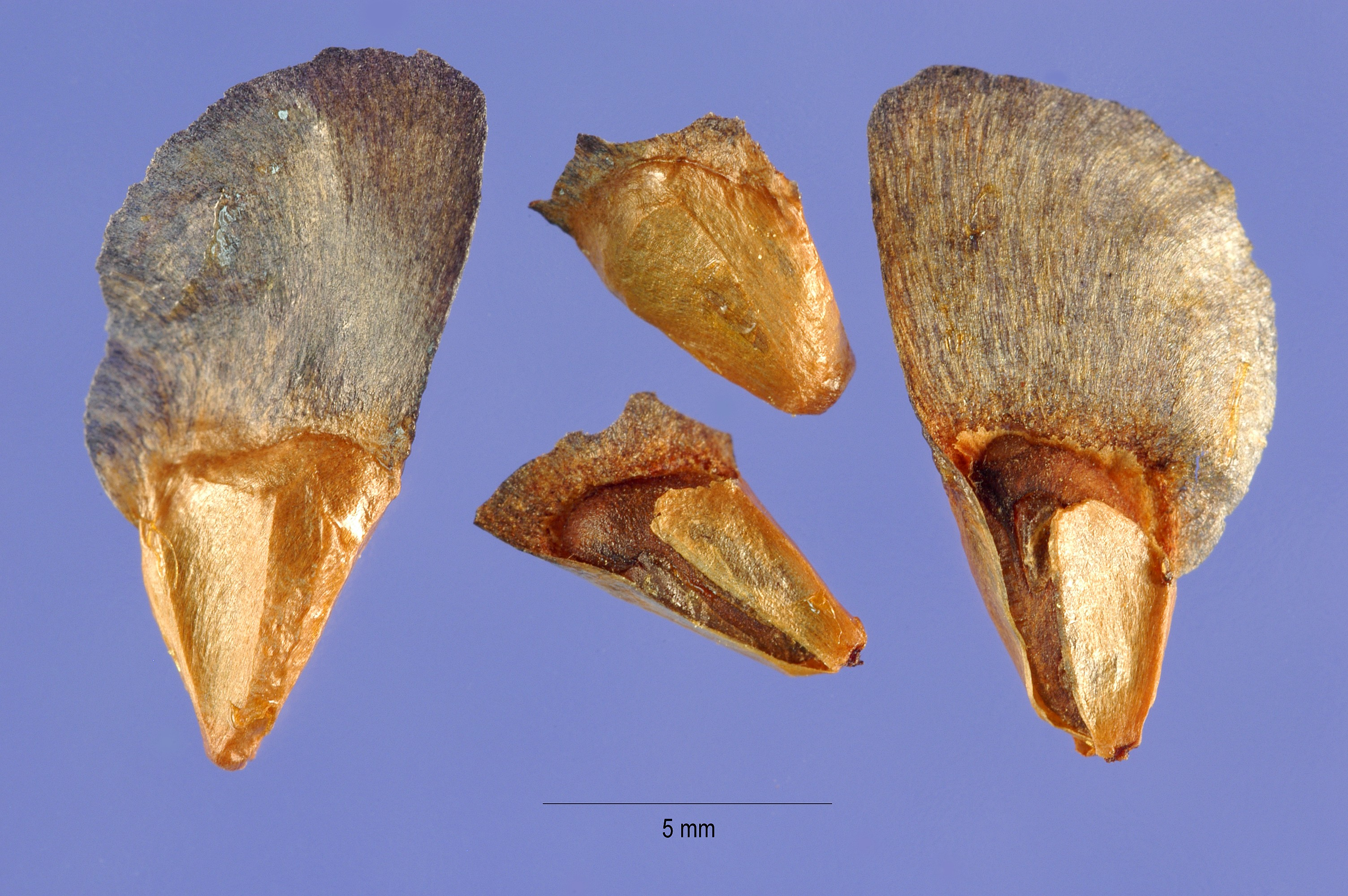
Samen der Fraser-Tanne

### Generative Merkmale
Die Fraser-Tanne ist einhäusig getrenntgeschlechtig (monözisch), was bedeutet, dass es auf einem Exemplar männliche und weibliche Zapfen gibt. Die männlichen Zapfen befinden sich gehäuft hängend, meist an Astenden, sie sind etwa 1 Zentimeter lang und besitzen eine gelbliche Färbung mit rötlichen Pollen. Die weiblichen Zapfen stehen aufrecht in der Baumkrone. Sie sind vor der Reife dunkel-purpurrot, später dunkel-braun bis schwarz. Die weiblichen Zapfen bleiben bei Reife bei Länge von etwa 4 bis 7 Zentimeter und einem Durchmesser von 3 Zentimeter relativ klein und sind ei- bis kegelförmig. Die gelb-grünen Deckschuppen stehen so weit hervor, dass sie die Samenschuppen fast gänzlich verdecken. Die schwärzlichen Samen sind dreikantig und etwa 5 Millimeter groß und besitzen einen ebenfalls etwa 5 Millimeter langen, bräunlichen Flügel.

### Unterschiede zu ähnlicher Art
Die Fraser-Tanne ist leicht mit der Balsam-Tanne zu verwechseln, weist jedoch einige Unterschiede auf:
- zwei aus acht bis zwölf Linien bestehende Spaltöffnungsbänder, gegenüber nur sechs Linien bei Balsam-Tanne;
- kleinere Zapfen bei der Fraser-Tanne;
- bei der Balsam-Tanne ragt nur die Deckschuppenspitze über die Samenschuppen.

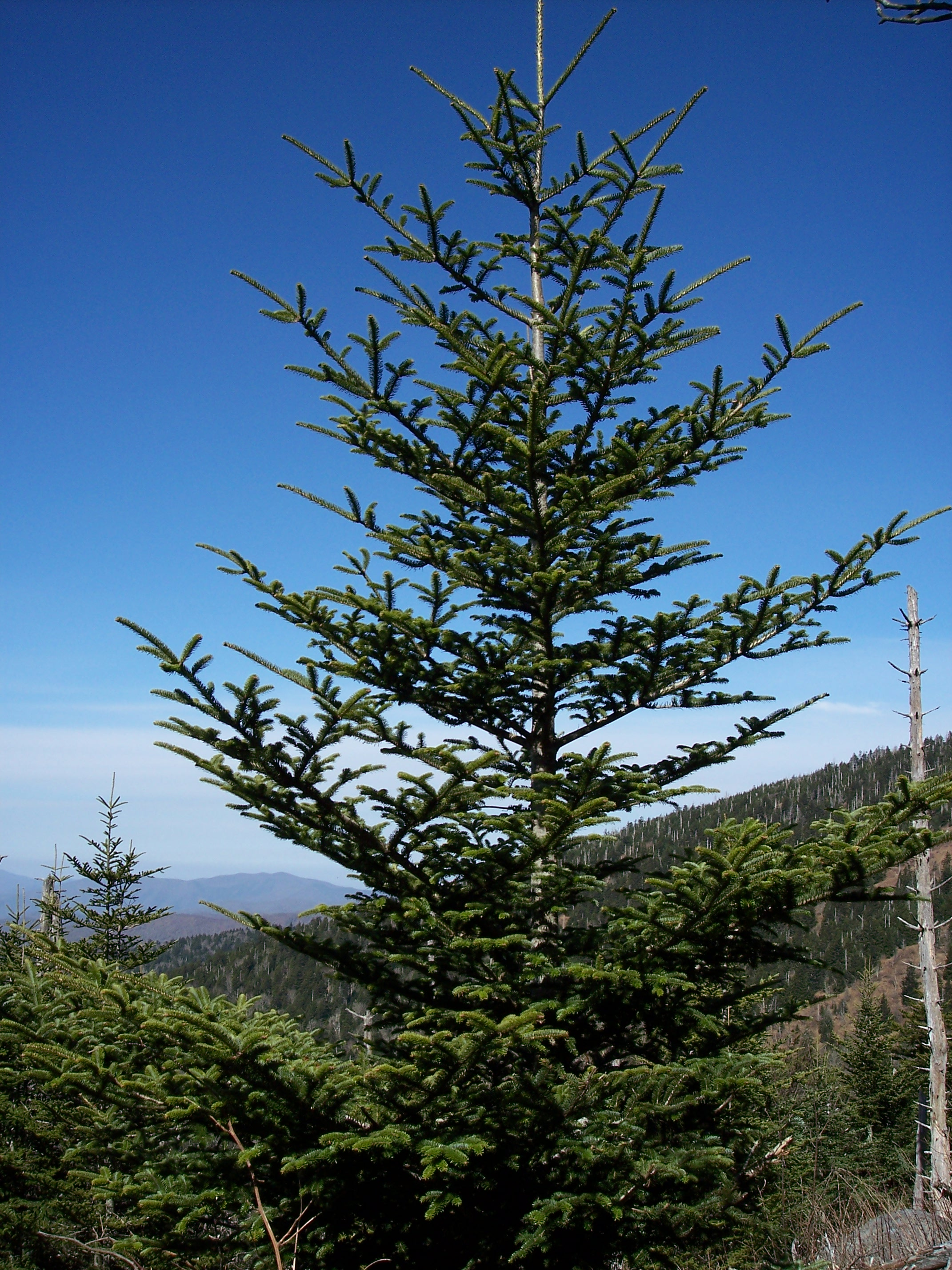
Fraser-Tanne (Abies fraseri)

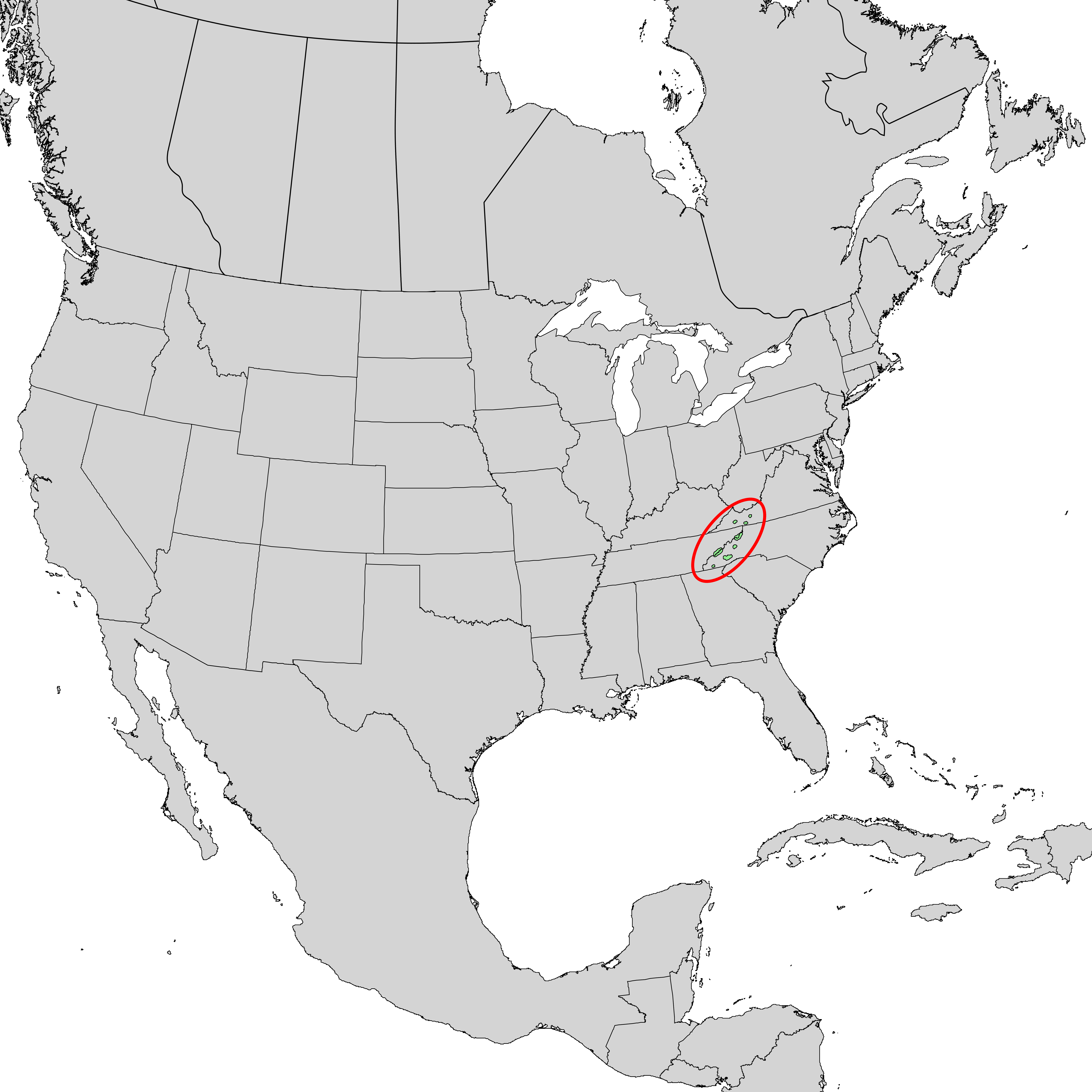
Verbreitungskarte

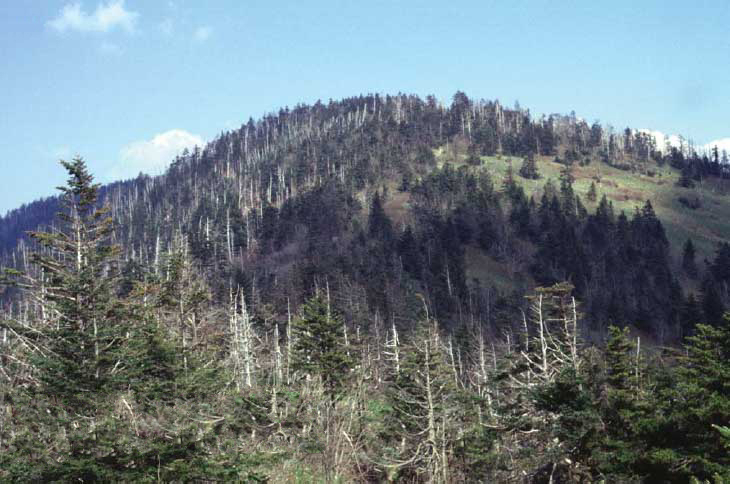
Hänge mit abgestorbenen Fraser-Tannen

## Vorkommen
Die Fraser-Tanne ist in den südlichen Appalachen im östlichen Nordamerika beheimatet, so u. a. im Great-Smoky-Mountains-Nationalpark. Das begrenzte Verbreitungsgebiet befindet sich in den US-Bundesstaaten Tennessee, North Carolina und Virginia. Dort gedeiht sie in Höhenlagen von 1200 bis 2038 Meter.
Die Fraser-Tanne wächst an Hängen und auf Gipfeln der Appalachen auf leicht sauren Podsolböden. Das Klima ist überwiegend feucht, mit kühlen Sommern sowie kalten und schneereichen Wintern. Der Jahresniederschlag schwankt zwischen 850 und 2000 Millimetern.
Zusammen mit der dominierenden Amerikanischen Rot-Fichte (Picea rubens) bildet die für die genannte Region endemische Fraser-Tanne einen borealen Fichten-Tannen-Wald. Dieser ist üblicherweise zwischen 1650 und 1900 Meter an Nordhängen zu finden. In höheren Lagen wächst die Fraser-Tanne in Reinbeständen. Vereinzelt stehen hier nur Betula lutea, Sorbus americana und Acer spicatum.
Aufgrund der hohen Luftfeuchtigkeit wachsen dort etliche Flechten sowie Moose, beispielsweise Bazzania trilobata, Gewöhnliches Gabelzahnmoos und Schlafmoos.
In der Strauchschicht finden sich Heidelbeeren (Vaccinium erythrocarpum und Vaccinium pallidum), eine Bärlappart (Lycopodium lucidulum), Lilium grayi und Breitblättriger Dornfarn (Dryopteris dilatata).
Auf den Zentral- und Nördlichen Appalachen ersetzt die Balsam-Tanne (Abies balsamea) die Fraser-Tanne auf den für sie typischen Standorten, auch weil dort die Gipfel nicht mehr so hoch sind wie in den Süd-Appalachen.
Eine um 1900 aus Europa eingewanderte Pflanzenlaus aus der Familie der Adelgidae (Adelges piceae engl.: Balsam woolly adelgid) erreichte 1957 die Gipfel der Appalachen und hat seitdem etwa 80 % der Fraser-Tannen am natürlichen Standort absterben lassen. Diese Laus löst eine Reaktion aus, bei welcher der Saftfluss im Xylem unterbunden wird. Das infizierte Holz weist dann eine rote Färbung auf.

## Systematik
Die Erstbeschreibung dieser Art erfolgte 1814 unter dem Namen Pinus fraseri durch Frederick Traugott Pursh in Flora Americae Septentrionalis; or, ..., 2, S. 639–640. Jean Louis Marie Poiret stellte diese Art unter dem Namen Abies fraseri in die Gattung Abies in der erschienenen 1817 von Jean-Baptiste de Lamarck herausgegebenen Encyclopédie Méthodique. Botanique, Supplément, 5 (1), S. 35. Weitere Synonyme für Abies fraseri (Pursh) Poir. sind: Abies humilis Bach.Pyl., Picea fraseri (Pursh) Loudon, Abies balsamea (L.) Mill. var. fraseri (Pursh) Spach, Abies americana Prov. non Mill., Picea balsamea (L.) Loudon var. fraseri (Pursh) J.Nelson, Abies balsamea (L.) Mill. subsp. fraseri (Pursh) A.E.Murray.
Das Artepitheton fraseri und der Trivialname Fraser-Tanne ehren den schottischen Pflanzensammler John Fraser (1750–1811).
Die ehemals zu Abies fraseri gerechnete Varietät Abies fraseri var. hudsoniana (Bosc ex Jacques) Carrière ist heute ein Synonym für Abies balsamea (L.) Mill. var. balsamea.
Mit der Balsam-Tanne (Abies balsamea) bildet die Fraser-Tanne Hybride.

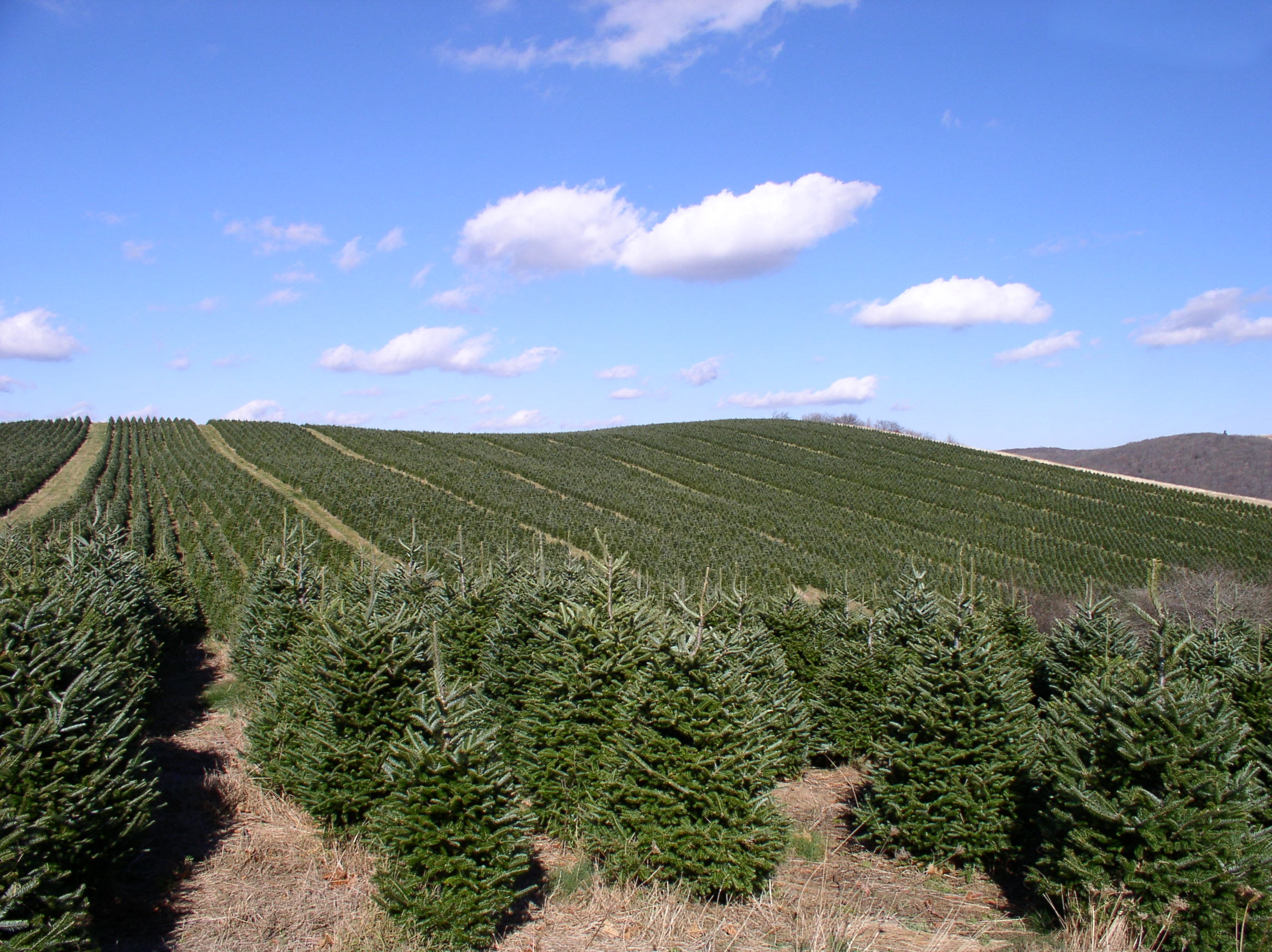
Fraser-Tannen in einer Weihnachtsbaum-Plantage

## Nutzung
Die Fraser-Tanne wird als Zierpflanze verwendet.
Beschrieben sind folgende Sorten (Auswahl):
- 'Coerulea' Carrière 1867 (Syn.: 'Glauca')
- 'Compacta' Bailey 1933
- 'Horizontalis' hort.
- 'Kline's Nest' Nurs. 1972
- 'Prostrata' S.L.Kelsey 1916: Eine flach kriechende Sorte mit einer Wuchshöhe von etwa 80 Zentimetern.
- 'Raul's Dwarf'
- 'Verkade Prostrate' Verkade Nurs. 1980

Das Harz ist als Kanadabalsam bekannt.